# Drosophila pauliceia
Drosophila pauliceia este o specie de muște din genul Drosophila, familia Drosophilidae, descrisă de Ratcov și Vilela în anul 2007. Conform Catalogue of Life specia Drosophila pauliceia nu are subspecii cunoscute.